# Красавка (Фёдоровский район)
Красавка — село в Фёдоровском районе Саратовской области, в составе сельского поселения Семёновское муниципальное образование (с 2016 года).
Население — 152 (2010)

## История
Деревня Камешкир (она же Красовка) впервые значится в Списке населенных мест Самарской губернии, составлен в 1900 году. Согласно Списку по итогам переписи 1897 года в деревне проживало 75 мужчин и 78 женщин. Деревня относилась к Фёдоровской (впоследствии Семёновской) волости Новоузенского уезда Самарской губернии. Согласно Списку населённых мест Самарской губернии 1910 года населённый пункт уже имел статус села. Красовку населяли бывшие государственные крестьяне, русские и малороссы, православные, всего 571 мужчина и 551 женщина. В селе имелись школа грамотности, 4 ветряные мельницы
После образования АССР немцев Поволжья — в составе Фёдоровского кантона. Согласно переписи населения 1926 года в Красавке проживали 931 человек, в т.ч. 4 немца. 28 августа 1941 года был издан Указ Президиума ВС СССР о переселении немцев, проживающих в районах Поволжья. Немецкое население АССР немцев Поволжья было депортировано.
После ликвидации АССР немцев Поволжья Красавка, как и другие населённые пункты Фёдоровского кантона, было передано Саратовской области.

## Физико-географическая характеристика
Село расположено в Низком Заволжье, в пределах Сыртовой равнины, относящейся к Восточно-Европейской равнине, на правом берегу реки Еруслан, напротив села Калдино, на высоте около 80 метров над уровнем моря. В районе села река запружена. Рельеф местности равнинный, слабохолмистый. Почвы тёмно-каштановые.
По автомобильным дорогам расстояние до административного центра сельского поселения села Семёновка составляет 11 км, до районного центра рабочего посёлка Мокроус — 20 км, до областного центра города Саратов — 140 км.
Часовой пояс
Красавка, как и вся Саратовская область, находится в часовой зоне МСК+1. Смещение применяемого времени относительно UTC составляет +4:00.

## Население
Динамика численности населения по годам:
| Годы      | 1897 | 1910 | 1926 | 1987 | 2002 |
| --------- | ---- | ---- | ---- | ---- | ---- |
| Население | 153  | 1121 | 931  | ≈240 | 445  |

| 2002 | 2010 |
| ---- | ---- |
| 184  | ↘152 |